# Karl von Bosse
Karl Hermann Eduard Theodor von Bosse (* 1. Mai 1797 in Groß-Wartenberg; † 9. September 1881 in Dresden) war ein preußischer Generalleutnant.

## Leben

### Herkunft
Karl war Angehöriger des Adelsgeschlechts von Bosse. Er war ein Sohn des preußischen Rittmeisters, Erbherrn von Polnisch Langendorf und Deputierten des Kreises Wartenberg, Friedrich Leopold Heinrich Alexander von Bosse (1765–1839) und dessen Ehefrau Amalie Ernestine Eleonore Erdmuthe, geborene Gräfin von Salisch (1772–1799). Sein Vater war zuletzt Inspektionsadjutant bei seinem Großvater dem Generalleutnant Friedrich Leopold von Bosse.

### Werdegang
Bosse trat während der Befreiungskriege am 1. Mai 1813 als Freiwilliger in das Ersatzbataillon des Schlesischen Infanterie-Regiments der Preußischen Armee ein und wurde Anfang Oktober 1813 in das 11. Reserve-Infanterie-Regiment versetzt. Boss nahm an den Belagerungen von Erfurt, Givet, Philippeville, Rocroi und Charleville sowie den Kämpfen bei Vitry, Chateau-Thierry, Montmirail, Meaux, Namur und Wavre, Laon, Ligny, Waterloo. In der Zeit wurde er am 11. Dezember 1814 zum Portepeefähnrich ernannt.
Nach dem Krieg avancierte Bosse bis Mitte März 1832 zum Premierleutnant. Er wurde am 2. Mai 1834 mit dem Dienstkreuz und dem Orden des Heiligen Georg V. Klasse ausgezeichnet. Am 30. März 1837 folgte seine Versetzung als Kapitän und Kompaniechef in das 26. Infanterie-Regiment. Für sein Verhalten während der Schlacht bei Ligny erhielt Bosse am 20. April 1837 nachträglich das Eiserne Kreuz II. Klasse. Anlässlich des Ordensfestes wurde er im Januar 1839 mit dem Johanniterorden ausgezeichnet. Mit Patent vom 13. Dezember 1831 wurde Bosse am 30. März 1839 in das 32. Infanterie-Regiment versetzt. Er stieg Anfang 7. April 1842 zum Major auf und kam zugleich als Kommandeur in das I. Bataillon des 11. Landwehr-Regiments. Von dort kam er am 31. März 1846 in das 7. und am 24. September 1850 in das 14. Infanterie-Regiment. Dort wurde er am 26. September 1850 zum Oberstleutnant befördert. Am 2. Dezember 1851 wurde er zum Oberst befördert und zum Kommandeur des 1. Infanterie-Regiments ernannt. Anschließend wurde er am 10. Juni 1856 Kommandeur der 28. Infanterie-Brigade und am 27. Juli 1856 à la suite des 1. Infanterie-Regiments gestellt. Am 15. Oktober 1856 wurde er zum Generalmajor befördert. Unter Verleihung des Roten Adlerordens II. Klasse mit Eichenlaub wurde Bosse am 14. Mai 1858 mit Pension zur Disposition gestellt. Nach seiner Verabschiedung erhielt er am 3. Juli 1869 den Charakter als Generalleutnant. Er starb am 9. September 1881 in Dresden.

### Familie
Bosse heiratete am 8. Mai 1827 in Kohow Marie von Lewenau (1800–1882). Sie war eine Tochter von Ludwig Johann von Lewenau, Besitzer der Herrschaft Roketniz in Mähren. Aus der Ehe gingen folgende Kinder hervor:
- Fanny Rosalie (1829–1903) ⚭ Alexander von Köller (1816–1873), preußischer Leutnant[1]
- Constantin Carl Eduard (1831–1894), preußischer Hauptmann ⚭ Bertha Schlittgen-Haase (1850–1887)[1]